# Ketapang (Ketapang)
Ketapang is een bestuurslaag in het regentschap Lampung Selatan van de provincie Lampung, Indonesië. Ketapang telt 5250 inwoners (volkstelling 2010).